# Botryobasidium vagum
Botryobasidium vagum ist eine Ständerpilzart aus der Familie der Traubenbasidienverwandten (Botryobasidiaceae). Sie bildet resupinate, spinnwebartige Fruchtkörper aus, die auf Totholz von Laub- und Nadelbäumen wachsen. Botryobasidium vagum ist in Europa und Nordamerika verbreitet und gilt als häufige Art.

## Merkmale

### Makroskopische Merkmale
Botryobasidium vagum besitzt weißliche bis ockerfarbene, gespinstartige Fruchtkörper, die resupinat (also vollständig anliegend) auf ihrem Substrat wachsen und unter der Lupe leicht netzartig erscheinen.

### Mikroskopische Merkmale
Wie bei allen Traubenbasidien ist die Hyphenstruktur von Botryobasidium vagum monomitisch, besteht also nur aus generativen Hyphen, die sich rechtwinklig verzweigen. Die Basalhyphen sind hyalin, schmal (meist 7–10 µm breit) und nicht inkrustiert. Die 5–7 µm dicken Subhymenialhyphen sind hyalin, kurzzellig, dünnwandig und cyanophil. Die Art verfügt nicht über Zystiden oder Schnallen. Die sechsporigen Basidien der Art wachsen in Nestern, werden 20–25 × 8–12 µm groß, sind subzylindrisch bis keulenförmig und an der Basis einfach septiert. Die Sporen sind schmal schiffförmig und meist 8–12 × 4,5–6 µm groß. Sie sind glatt und dünnwandig.

## Verbreitung
Die bekannte Verbreitung von Botryobasidium vagum umfasst mit Europa und Nordamerika ein holarktisches Areal. Die Art gilt als weitverbreitet und häufig.

## Ökologie
Botryobasidium vagum ist ein Saprobiont, der Totholz besiedelt. Sie wurden unter anderem auf Schwarz-Kiefern (Pinus nigra), Gemeinen Fichten (Picea abies), Flaum-Eiche (Quercus pubescens) und Rot-Buche (Fagus sylvatica) gefunden.